# Juju Noda
Juju Noda (Japans: 野田樹潤, Noda Juju, Tokio, 2 februari 2006) is een Japans autocoureur. Zij is de dochter van voormalig Formule 1-coureur Hideki Noda.

## Carrière
Noda testte vanaf negenjarige leeftijd diverse auto's in het formuleracing. In 2019 maakte zij haar debuut in het formuleracing in de Lucas Oil Winter Race Series, waarin zij veertiende werd.
In 2020 maakte Noda haar Formule 4-debuut in het Deense Formule 4-kampioenschap voor het team van haar vader, Noda Racing. Op de Jyllands-Ringen won zij direct haar eerste race in het kampioenschap en zij behaalde gedurende het seizoen nog twee andere podiumplaatsen. Met 85 punten werd zij zesde in het kampioenschap.
In 2021 zou Noda deelnemen aan het Amerikaanse Formule 4-kampioenschap voor het team Jay Howard Driver Development. Zij was de snelste in de eerste vrije training, maar trok zich voorafgaand aan de kwalificatie terug uit de klasse en verscheen niet aan de start van een race. In plaats daarvan keerde zij met Noda Racing terug naar de Deense Formule 4. Zij behaalde gedurende het seizoen vijf podiumplaatsen, waardoor zij met 149 punten zevende werd in de eindstand.
In 2022 begon Noda het seizoen in de Drexler-Automotive Formula 3 Cup bij het team Vadum Racing. Daarnaast werd zij dat jaar uitgenodigd voor een test van de W Series op het Circuit de Barcelona-Catalunya. Zij was de enige aanwezige coureur die niet automatisch was gekwalificeerd om deel te nemen aan het volledige seizoen of aanwezig was tijdens een vorige test in Arizona. Een paar weken later werd zij door de organisatie geselecteerd om aan het volledige W Series-seizoen deel te nemen.